# ブドウ科
ブドウ科 （ブドウか、学名: Vitaceae） は、ブドウ目の科。ブドウ、ヤマブドウ、ノブドウ、ツタや、雑草のヤブガラシなどを含む。いずれもつる性の木本または草本で、巻きひげまたは吸盤をもつ。約15属700種が世界の熱帯から温帯に分布する。
形態的にはクロウメモドキ科に類似点が多いため、従来クロウメモドキ目に入れていた。しかし分子系統学的には特に近縁ではないと考えられ、APG植物分類体系では独立の科としている。ウドノキ科（形態的にブドウ科に似るが直立し、熱帯に分布）もここに入れている。

## 形態・生態
葉は単葉（多くは掌状）または複葉で、托葉がある。
花は放射相称で4-5数性、子房上位、集散花序または円錐花序になる。
果実は液果で、種子を普通4個含む。
東南アジアのミツバカズラ属植物は寄生植物ラフレシアの寄主となる。

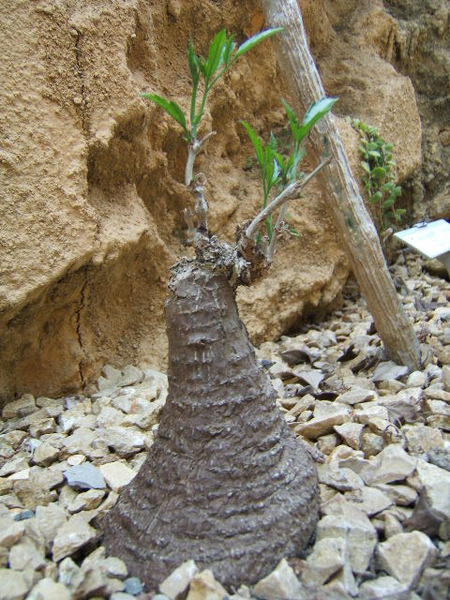
キフォステンマ・エレファントプス Cyphostemma elephantopus

## 人間との関わり
ブドウなどが果樹として食用にされるほか、園芸用に栽培されるものも多い。

## 下位分類
ブドウ科に含まれる属は、以下の通り
- Acareosperma
- Ampelocissus
- ノブドウ属 Ampelopsis - ノブドウ、カガミグサなど
- ヤブガラシ属 Cayratia - ヤブガラシなど
- セイシカズラ属（キッスス属） Cissus - セイシカズラ、キッスス・アラタ、キッスス・シキオイデスなど
- Clematicissus
- キフォステンマ属 Cyphostemma - ブドウガメ（英語版）など
- ツタ属 Parthenocissus
- Psedera
- Rhoicissus
- ミツバカズラ属 Tetrastigma
- ブドウ属 Vitis - ブドウ、ヤマブドウ、エビヅルなど
- Yua

クロンキスト体系では、ウドノキ科に属していたが、APG植物分類体系ではブドウ科に入れられた。
- ウドノキ属 Leea